# St. Veit in Defereggen
St. Veit in Defereggen, Sankt Veit in Defereggen – gmina w Austrii, w kraju związkowym Tyrol, w powiecie Lienz. Liczy 707 mieszkańców (1 stycznia 2015). Duża część gminy leży na terenie Parku Narodowego Wysokich Taurów.